# Ligue 1 2024/2025
Ligue 1 2024/2025, známá jako Ligue 1 McDonald's, byla 87. sezóna Ligue 1. Titul obhájil vítěz předchozích 3 sezón Paris Saint-Germain a zvýšil svůj rekord v počtu titulů na 13.

## Týmy
| Klub                | Lokace        | Stadion                               | Kapacita | Předchozí sezóna |
| ------------------- | ------------- | ------------------------------------- | -------- | ---------------- |
| Angers              | Angers        | Stade Raymond Kopa                    | 18,752   | Ligue 2, 2.      |
| Auxerre             | Auxerre       | Stade de l'Abbé-Deschamps             | 21,379   | Ligue 2, 1.      |
| Brest               | Brest         | Stade Francis-Le Blé                  | 15,931   | 3.               |
| Le Havre            | Le Havre      | Stade Océane                          | 25,178   | 15.              |
| Lens                | Lens          | Stade Bollaert-Delelis                | 37,705   | 7.               |
| Lille               | Lille         | Decathlon Arena Pierre Mauroy Stadium | 50,186   | 4.               |
| Lyon                | Lyon          | Groupama Stadium                      | 59,186   | 6.               |
| Marseille           | Marseille     | Orange Vélodrome                      | 67,394   | 8.               |
| Monaco              | Monako        | Stade Louis II.                       | 18,523   | 2.               |
| Montpellier         | Montpellier   | Stade de la Mosson                    | 32,900   | 12.              |
| Nantes              | Nantes        | Stade de la Beaujoire                 | 35,322   | 14.              |
| Nice                | Nice          | Allianz Riviera                       | 35,624   | 5.               |
| Paris Saint-Germain | Paříž         | Parc des Princes                      | 47,926   | 1.               |
| Reims               | Remeš         | Stade Auguste Delaune                 | 21,684   | 9.               |
| Rennes              | Rennes        | Roazhon Park                          | 29,778   | 10.              |
| Strasbourg          | Štrasburk     | Stade de la Meinau                    | 29,230   | 13.              |
| Saint-Étienne       | Saint-Étienne | Stade Geoffroy-Guichard               | 41,965   | Ligue 2, 3.      |
| Toulouse            | Toulouse      | Stadium municipal de Toulouse         | 33,150   | 11.              |

### Personál a sponzoři
| Tým                 | Předseda            | Trenér                 | Kapitán             | Sponzor dresů  |
| ------------------- | ------------------- | ---------------------- | ------------------- | -------------- |
| Angers              | Romain Chabane      | Alexandre Dujeux       | Pierrick Capelle    | Nike           |
| Auxerre             | Baptiste Malherbe   | Christophe Pélissier   | Jubal               | Macron         |
| Brest               | Denis Le Saint      | Eric Roy               | Brendan Chardonnet  | Adidas         |
| Le Havre            | Vincent Volpe       | Didier Digard          | Arouna Sangante     | Joma           |
| Lens                | Joseph Oughourlian  | Will Still             | Brice Samba         | Puma           |
| Lille               | Olivier Létang      | Bruno Génésio          | Benjamin André      | New Balance    |
| Lyon                | John Textor         | Pierre Sage            | Alexandre Lacazette | Adidas         |
| Marseille           | Pablo Longoria      | Roberto De Zerbi       | Valentin Rongier    | Puma           |
| Monaco              | Dmitry Rybolovlev   | Adi Hütter             | Youssouf Fofana     | Kappa          |
| Montpellier         | Laurent Nicollin    | Michel Der Zakarian    | Téji Savanier       | Nike           |
| Nantes              | Waldemar Kita       | Antoine Kombouaré      | Pedro Chirivella    | Macron         |
| Nice                | Jean-Pierre Rivère  | Franck Haise           | Dante               | Le Coq Sportif |
| Paris Saint-Germain | Nasser Al-Khelaifi  | Luis Enrique           | Marquinhos          | Nike           |
| Reims               | Jean-Pierre Caillot | Luka Elsner            | Teddy Teuma         | Puma           |
| Rennes              | Olivier Cloarec     | Julien Stéphan         | Steve Mandanda      | Puma           |
| Saint-Étienne       | Ivan Gazidis        | Olivier Dall'Oglio     | Anthony Briançon    | Hummel         |
| Strasbourg          | Marc Keller         | Liam Rosenior          | Frédéric Guilbert   | Adidas         |
| Toulouse            | Damien Comolli      | Carles Martínez Novell | Vincent Sierro      | Nike           |

## Tabulka
| Poř. | Tým                 | Z  | V  | R  | P  | VG | OG | B  |
| ---- | ------------------- | -- | -- | -- | -- | -- | -- | -- |
| 1.   | Paris Saint-Germain | 34 | 26 | 6  | 2  | 92 | 35 | 84 |
| 2.   | Marseille           | 34 | 20 | 5  | 9  | 74 | 47 | 65 |
| 3.   | Monaco              | 34 | 18 | 7  | 9  | 63 | 41 | 61 |
| 4.   | Nice                | 34 | 17 | 9  | 8  | 66 | 41 | 60 |
| 5.   | Lille               | 34 | 17 | 9  | 8  | 52 | 36 | 60 |
| 6.   | Lyon                | 34 | 17 | 6  | 11 | 65 | 46 | 57 |
| 7.   | Strasbourg          | 34 | 16 | 9  | 9  | 56 | 44 | 57 |
| 8.   | Lens                | 34 | 15 | 7  | 12 | 42 | 39 | 52 |
| 9.   | Brest               | 34 | 15 | 5  | 14 | 52 | 59 | 50 |
| 10.  | Toulouse            | 34 | 11 | 9  | 14 | 44 | 43 | 42 |
| 11.  | Auxerre             | 34 | 11 | 9  | 14 | 48 | 51 | 42 |
| 12.  | Rennais             | 34 | 13 | 2  | 19 | 51 | 50 | 41 |
| 13.  | Nantes              | 34 | 8  | 12 | 14 | 39 | 52 | 36 |
| 14.  | Angers              | 34 | 10 | 6  | 18 | 32 | 53 | 36 |
| 15.  | Le Havre            | 34 | 10 | 4  | 20 | 40 | 71 | 34 |
| 16.  | Reims               | 34 | 8  | 9  | 17 | 33 | 47 | 33 |
| 17.  | Saint-Étienne       | 34 | 8  | 6  | 20 | 39 | 77 | 30 |
| 18.  | Montpellier         | 34 | 4  | 4  | 26 | 23 | 79 | 16 |

Poznámky:
- Z = Odehrané zápasy; V = Vítězství; R = Remízy; P = Prohry; VG = Vstřelené góly; OG = Obdržené góly; B = Body

Pravidla pro klasifikaci: 1) Body; 2) Gólový rozdíl; 3) vstřelené góly; 4.1) Body získané ve vzájemných zápasech; 4.2) Vstřelené góly ve vzájemných zápasech; 4.3) Play-off
|  | Přímý postup do Ligy mistrů             |
|  | Přímý postup do 3. předkola Ligy mistrů |
|  | Přímý postup do Evropské ligy           |
|  | Postup do play-off Konferenční ligy     |
|  | Baráž o udržení v Ligue 1               |
|  | Sestup do Ligue 2                       |

Reims sestoupily v baráži o sestup.